# مدین
مَدیَن نامی جغرافیایی است در شمال غربی شبه جزیره عربستان که در داستان‌های تورات و قرآن از آن یاد شده‌است.
در داستان‌های قرآن گفته شده که شعیب پیامبر به آنجا از سوی خدا مبعوث گشت؛ و شعیب پیامبر علیه س برادر آنها بود. این قوم نیز در داد و ستد، از نظر میزان و پیمانه کم فروشی می‌کردند و در زمین به این طریق یا طرق دیگر فساد می‌کردند.
در لغتنامه دهخدا آمده‌است که مدین شهری بود در عربستان، خرم و بر ساحل دریا، و در آن چاهی بود که گویند موسی از آن برای گوسفندان شعیب آب می‌کشید.
در ادامه می‌نویسد: مدین شهر قوم شعیب است در مقابل تبوک، واقع شده در ساحل بحر قُلزُم در شش منزلی، و از تبوک بزرگتر است. شهری است بر کنار دریای مغرب.
مردم شعیب ظلم ستم می‌کردند، گران‌فروش بودند و نیز کم فروشی می‌کردند. شعیب آنان را نصیحت می‌کرد اما فقط تعداد اندکی از مردم به او و خدایش ایمان آورده و دست از کارهای خویش برداشتند. سرانجام بارانی از آتش از آسمان بر سرشان بارید و گناهکاران هلاک شدند.
همچنین شهر قوم حضرت لوط پیامبر علیه س نیز از آنها دور نبوده و پیشتر از آنها عذاب دیده بودند و خرابه‌های شهر و آبادی آنها را می‌شد با مسافرت به آنجا دید.

## در کتاب مقدس
در عهد عتیق، مِدْیان، نام یکی از فرزندان ابراهیم خلیل از همسری به نام قِطُوْراه و نیز اسم سرزمینی که نوادگان و نسل وی (مِدْیانیان) در آن ساکن شدند آمده‌است، چنان‌که در دوره‌های گوناگون تاریخی، از سکونت نوادگان اسماعیل و موسی در آنجا و ازدواج وی با دختر کاهن مِدْیان به نام رِعُوْئیل و از نسل ابراهیم و قِطُوْراه، درگیریهای مدیانیان با بنی‌اسرائیل و غلبه یوشع بر آنان، سخن گفته شده‌است.
در کتاب مقدس ۷ بار به مدین اشاره شده‌است:
- برادران یوسف او را به مردمانی از مدین فروختند
- مدین جایی است که موسی پس از کشتن یک مصری به آنجا گریخت
- موسی با دختر شعیب کاهن یا پیامبر مدینی ازدواج کرد
- خداوند از موسی خواست سپاهی از بنی اسرائیل برای ویران کردن مدین فراهم کند و آنها پس از حمله به مدین تمام مردان و زنان را کشتند و ۳۲۰۰۰ دختر باکره را به بردگی گرفتند. (اعداد ۳۱‏)
- مدینی‌ها اسرائیل را در زمان داوران تسخیر کردند و خداوند جدعون را مأمور نجات آنها کرد
- کوزبی که زنی از مدین بود با سامری که از قبیله شمعون بود کشته شد
- اشعیا از شترهایی می‌گوید که از مدین آمده‌اند تا سرزمین بنی اسرائیل را پر کنند

## در قرآن
در قرآن ۱۰ بار از این شهر در ۷ سوره نام برده شده‌است:
- الأعراف: ۸۵ وَ إِلی مَدْیَنَ أَخاهُمْ شُعَیْباً قالَ یا قَوْمِ اعْبُدُوا اللَّهَ ما لَکُمْ مِنْ إِلهٍ غَیْرُهُ قَدْ جاءَتْکُمْ بَیِّنَةٌ مِنْ رَبِّکُمْ فَأَوْفُوا الْکَیْلَ وَ الْمیزانَ وَ لا تَبْخَسُوا النَّاسَ أَشْیاءَهُمْ وَ لا تُفْسِدُوا فِی الْأَرْضِ بَعْدَ إِصْلاحِها ذلِکُمْ خَیْرٌ لَکُمْ إِنْ کُنْتُمْ مُؤْمِنینَ
- التوبة: ۷۰ أَ لَمْ یَأْتِهِمْ نَبَأُ الَّذینَ مِنْ قَبْلِهِمْ قَوْمِ نُوحٍ وَ عادٍ وَ ثَمُودَ وَ قَوْمِ إِبْراهیمَ وَ أَصْحابِ مَدْیَنَ وَ الْمُؤْتَفِکاتِ أَتَتْهُمْ رُسُلُهُمْ بِالْبَیِّناتِ فَما کانَ اللَّهُ لِیَظْلِمَهُمْ وَ لکِنْ کانُوا أَنْفُسَهُمْ یَظْلِمُونَ
- هود: ۸۴ وَ إِلی مَدْیَنَ أَخاهُمْ شُعَیْباً قالَ یا قَوْمِ اعْبُدُوا اللَّهَ ما لَکُمْ مِنْ إِلهٍ غَیْرُهُ وَ لا تَنْقُصُوا الْمِکْیالَ وَ الْمیزانَ إِنِّی أَراکُمْ بِخَیْرٍ وَ إِنِّی أَخافُ عَلَیْکُمْ عَذابَ یَوْمٍ مُحیطٍ
- طه: ۴۰ إِذْ تَمْشی أُخْتُکَ فَتَقُولُ هَلْ أَدُلُّکُمْ عَلی مَنْ یَکْفُلُهُ فَرَجَعْناکَ إِلی أُمِّکَ کَیْ تَقَرَّ عَیْنُها وَ لا تَحْزَنَ وَ قَتَلْتَ نَفْساً فَنَجَّیْناکَ مِنَ الْغَمِّ وَ فَتَنَّاکَ فُتُوناً فَلَبِثْتَ سِنینَ فی أَهْلِ مَدْیَنَ ثُمَّ جِئْتَ عَلی قَدَرٍ یا مُوسی
- الحج: ۴۴ وَ أَصْحابُ مَدْیَنَ وَ کُذِّبَ مُوسی فَأَمْلَیْتُ لِلْکافِرینَ ثُمَّ أَخَذْتُهُمْ فَکَیْفَ کانَ نَکیرِ
- القصص: ۲۲ وَ لَمَّا تَوَجَّهَ تِلْقاءَ مَدْیَنَ قالَ عَسی رَبِّی أَنْ یَهْدِیَنی سَواءَ السَّبیلِ
- القصص: ۲۳ وَ لَمَّا وَرَدَ ماءَ مَدْیَنَ وَجَدَ عَلَیْهِ أُمَّةً مِنَ النَّاسِ یَسْقُونَ وَ وَجَدَ مِنْ دُونِهِمُ امْرَأَتَیْنِ تَذُودانِ قالَ ما خَطْبُکُما قالَتا لا نَسْقی حَتَّی یُصْدِرَ الرِّعاءُ وَ أَبُونا شَیْخٌ کَبیرٌ
- القصص: ۴۵ وَ لکِنَّا أَنْشَأْنا قُرُوناً فَتَطاوَلَ عَلَیْهِمُ الْعُمُرُ وَ ما کُنْتَ ثاوِیاً فی أَهْلِ مَدْیَنَ تَتْلُوا عَلَیْهِمْ آیاتِنا وَ لکِنَّا کُنَّا مُرْسِلینَ
- العنکبوت: ۳۶ وَ إِلی مَدْیَنَ أَخاهُمْ شُعَیْباً فَقالَ یا قَوْمِ اعْبُدُوا اللَّهَ وَ ارْجُوا الْیَوْمَ الْآخِرَ وَ لا تَعْثَوْا فِی الْأَرْضِ مُفْسِدینَ
- هود: ۹۵ کَأَنْ لَمْ یَغْنَوْا فیها أَلا بُعْداً لِمَدْیَنَ کَما بَعِدَتْ ثَمُودُ